# Siinamota
Mizoguchi Ryo (溝口遼, Ryo Mizoguchi, Ishikawa, 9 de março de 1995 – 23 de julho de 2015), mais conhecido por seu nome artístico Siinamota (椎名もた), foi um cantor e compositor japonês conhecido por fazer músicas usando o software de síntese de voz Vocaloid.
Suas obras mais notáveis são:
- Young Girl A, que explodiu em popularidade no TikTok, rendendo milhões de ouvintes em aplicativos como Spotify e YouTube.

- Q, que alcançou mais de um milhão de visualizações no Niconico e foi considerada sua música mais popular até a popularidade de Young Girl A

- A "Strobe Series", que - composta por Sayonara Remember-san, Strobe Hello, Hello Strobe, Strobe Last e Strobe Light - foi considerada um "clássico" na comunidade Vocaloid.

Em 23 de julho de 2015, faleceu aos 20 anos. Embora a causa da morte não tenha sido revelada, muitos fãs acreditam que foi suicídio. Suas músicas finais sugerem isso fortemente.